# Emei Shan
Emei Shan (chiń. 峨眉山, pinyin: Éméi Shān) – masyw górski w Chinach, w prowincji Syczuan, jedna z czterech chińskich świętych gór buddyzmu. Wznosi się na wysokość 3099 m. W 1996 roku wraz z rzeźbą Wielkiego Buddy z Leshan została wpisana na listę światowego dziedzictwa UNESCO.
Wierzchołek Emei Shan często góruje ponad warstwą chmur, zalegających w niższych partiach góry ze względu na panujący tam wilgotny klimat.

## Klasztory buddyjskie
W pobliżu szczytu góry wzniesiono około siedemdziesięciu klasztorów buddyjskich, w większości pochodzących z czasów dynastii Ming i Qing. Do najważniejszych świątyń na Emei Shan zaliczają się:
- Baoguo si (报国寺, Klasztor Proklamowania Państwa), wzniesiony w XVI wieku, następnie rozbudowany w kolejnym stuleciu za panowania cesarza Kangxi. Kryje m.in. rzeźbę porcelanowego Buddy o wysokości 3,5 m, wykonaną w 1415 roku. Na terenie klasztoru działa także niewielkie muzeum.

- Fuhu si (伏虎寺, Klasztor Przyczajonego Tygrysa) – otoczony zielenią klasztor z 7-metrową miedzianą pagodą, pokrytą buddyjskimi rysunkami i tekstami.

- Wannan si (万年寺, Świątynia 10 000 lat) – najstarszy klasztor na Emei Shan (zrekonstruowany w IX wieku), poświęcony opiekunowi góry bodhisattwie Samantabhadrze (Puxian). Wewnątrz znajduje się jego 8,5-metrowy posąg z bogatego w miedź brązu z końca XI wieku. Na tyłach świątyni zlokalizowano cmentarz.

- Qingyin Ge (清音阁, Pawilon Nieskazitelnego Dźwięku) – świątynia nad brzegiem rwącego potoku, składająca się z kilku pawilonów. Nazwa pochodzi od szumu wody.

- Jinding si (金顶寺, Świątynia Złocistego Szczytu) – świątynia na wysokości 3077 m n.p.m. Jej nazwa pochodzi od połysku brązu, którym niegdyś pokryty był jej dach. Obecny gmach świątyni powstał w wyniku całkowitej odbudowy po pożarze. Świątynia pokryta jest kafelkami i otoczona balustradami z białego marmuru.

## Galeria

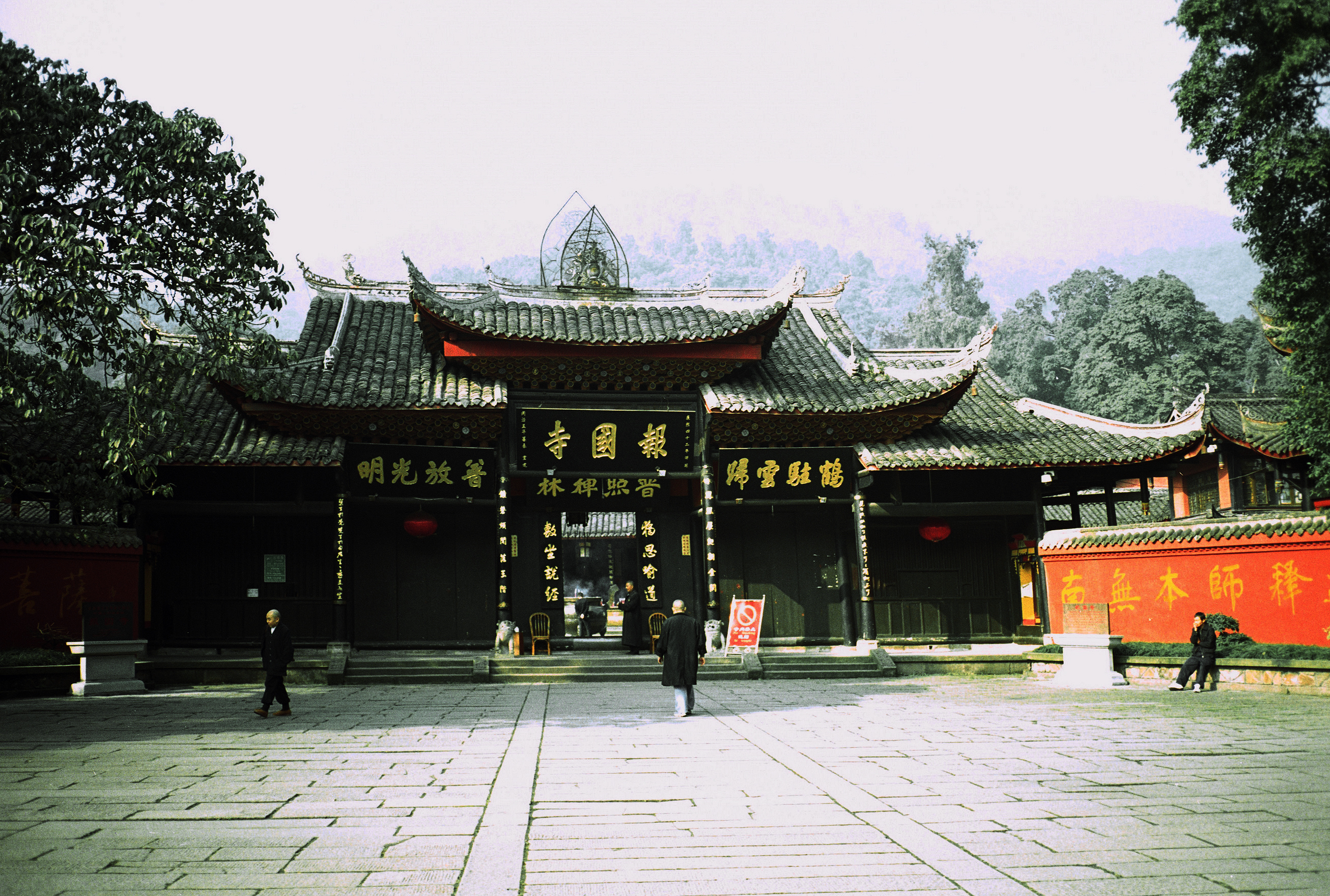
Baoguo Si
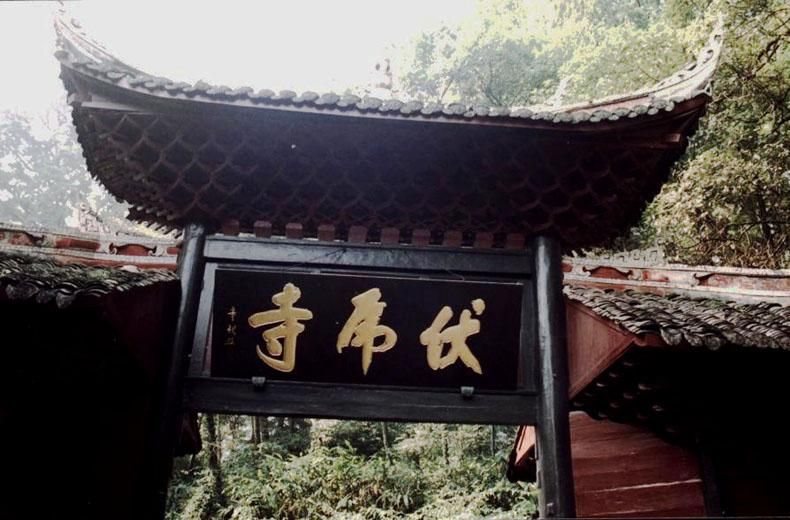
Fuhu Si
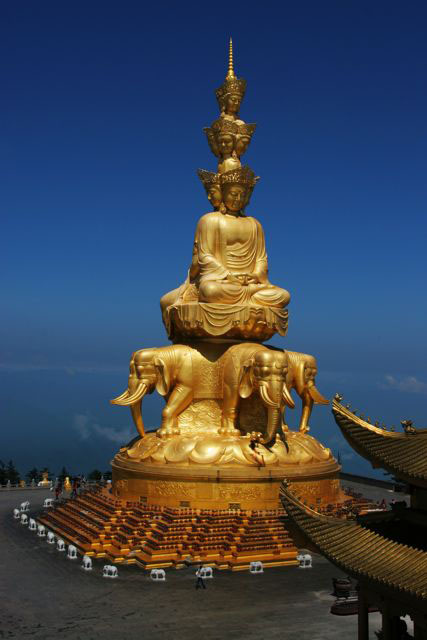
Posąg Puxiana